# Rainer Maria Rilke

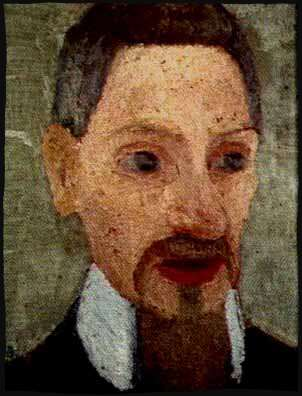
Rainer Maria Rilke, porträtterad av Paula Modersohn-Becker.

Rainer Maria Rilke, ursprungligen René Karl Wilhelm Johann Josef Maria Rilke, född 4 december 1875 i Prag, död 29 december 1926 på Valmont-sanatoriet i Montreux i Schweiz, var en tyskspråkig lyriker som betraktas som en av det tyska språkets främsta poeter. 
Han skrev både vers och lyrisk prosa. Hans två mest kända diktsviter är Sonetterna till Orfeus och Duinoelegier, medan hans två mest kända prosaverk är Brev till en ung poet och den delvis självbiografiska Malte Laurids Brigges anteckningar. Hans omfattade brevväxling är också en viktig del av hans litterära verk. Han skrev dessutom över 400 dikter på franska, som tillägnades hans valda hemland, kantonen Valais i Schweiz.

## Liv

### 1875–1896
Rilke föddes i Prag i Österrike-Ungern. Hans barndom och uppväxt i Prag var inte lycklig. Hans far Josef Rilke (1838–1906) blev järnvägstjänsteman efter en framgångslös karriär som militär. Hans mor Sophie ("Phia") Entz (1851–1931) kom från en fabrikantfamilj, Entz-Kinzelbergers, som bodde i ett palats på Herrensgasse 8, där Rilke skulle tillbringa mycket av sina unga år. Föräldrarnas äktenskap föll samman 1884. Förhållandet mellan Phia och hennes ende son komplicerades av den seglivade sorgen efter hennes tidigt döda dotter, vilket fick henne att tvinga in honom i systerns roll, inklusive att klä honom i flickkläder när han var ung. Hans föräldrar tvingade iväg den poetiske och konstnärligt talangfulle pojken till en militärakademi, där han studerade mellan 1886 och 1891, då han fick lämna utbildningen till följd av sjukdom. Mellan 1892 och 1895 undervisades han av en privatlärare inför universitetets intagningsprov, vilket han klarade 1895. Det året och nästföljande studerade han litteratur, konsthistoria och filosofi i Prag och München.

### 1897–1902
1897 träffade och förälskade sig Rainer Maria Rilke i den intellektuella kvinnan Lou Andreas-Salomé (1861–1937) i München. Rilke ändrade sitt förnamn från René till det mer maskulina Rainer genom påverkan från Lou. Hans intensiva förhållande med den gifta kvinnan, som han gjorde två långa resor till Ryssland med, pågick till 1900. Även efter separationen fortsatte hon att vara Rilkes viktigaste vän ända till hans död. Eftersom hon mellan 1912 och 1913 hade studerat psykoanalys för Sigmund Freud delade hon med sig av sin kunskap om psykoanalysen till Rilke. I Mirjam Tappers bok "Den blonda besten hos Nietzsche – Lou Salomé" (2008) ägnas ett kapitel åt relationen mellan Rilke och Lou Salomé.
1898 gjorde Rilke en flera veckor lång resa till Italien. Året därpå reste han med Lou Salomé och hennes man Friedrich Andreas till Moskva, där han träffade författaren Leo Tolstoj. Mellan maj och augusti 1900 var han återigen i Ryssland, denna gång med endast Salomé som reskamrat och besökte då Moskva och Sankt Petersburg.
Den hösten stannade Rilke hos konstnärskolonin kring konstnären Heinrich Vogeler i Worpswede där han lärde känna skulptören Clara Westhoff (1878–1954), som han gifte sig med följande vår. Deras dotter Ruth (1901–1972) föddes i december 1901. Dock var Rilke inte särskilt intresserad av ett familjeliv i medelklassen och lämnade hemmet sommaren 1902 för att åka till Paris och träffa skulptören Auguste Rodin (1840–1917). Förhållandet mellan Rilke och Clara Westhoff fortsatte dock resten av Rilkes liv. Rilkes vistelse i Paris och på Capri samt i Skåne och hans relation till bland andra hustrun beskrivs i Mirjam Tappers bok "Resa med Rilke" (2010). Tapper gör också försök att spåra hur Rilkes favoritteman i dikterna uppstått som bilder i hans inre. Boken innehåller också ett kapitel om Rilkes sjukdom och död.

### 1902–1910
Till en början hade Rilke en svår tid i Paris, då den nya främmande storstaden skrämde honom. något han skrev om i första delen av sin enda roman, Malte Laurids Brigges anteckningar. Samtidigt blev hans möte med modernismen stimulerande. Rilke blev djupt berörd av Rodins skulpturer och senare även av Paul Cézannes konst. En tid arbetade han väldigt nära Rodin, vilket till slut resulterade i en lång uppsats om Rodin och hans arbete. Rodin lärde honom värdet av objektiv observation, vilket ledde till Rilkes Dinggedichten (sakdikter). Ett känt exempel på detta är "Der Panther" (Pantern). Under dessa år förblev Paris poetens huvudsakliga hem.
Sommaren 1904 tillbringade han på Borgeby slott i närheten av Bjärred i Skåne. Han fick möjlighet till detta genom sin vän Ellen Key vars bok Barnets århundrade han just recenserat i tysk press. Key kände slottets ägare Hanna Larsdotter genom konstnärerna Ernst Norlind och Tora Vega Holmström.
Rilke drog sig så småningom undan Ellen Keys intensiva uppvaktning, men fortsatte hålla kontakten med Holmström i nära tjugo år. De umgicks igen i Paris 1907 när Holmström studerade vid Académie Colarossi under Christian Krohg. Vid första världskrigets början fördjupade Rilke även sin vänskap med Ernst Norlind då de båda, tillsammans med Upton Sinclair, Poul Bjerre och andra intellektuella sekelskifteskändisar, blev fredsaktivister i Fortekretsen, en internationell grupp som ledde aktioner mot kriget. Med i kretsen fanns under en kort period även Wassily Kandinsky som under ett besök i Sverige 1916 gjorde en målning av en jagande Norlind på hästryggen. Norlind hade då blivit slottsherre vid Borgeby efter giftermål med slottets ägare.
De viktigaste arbeten från Parisperioden är Neue Gedichte (1907), Der Neuen Gedichte Anderer Teil (1908), de två Requiem-dikterna (1909) och romanen Malte Laurids Brigges anteckningar som påbörjades 1904 och avslutades i januari 1910.

### 1910–1919
Mellan oktober 1911 och maj 1912 bodde Rilke på slottet Duino nära Trieste, grevinnan Marie av Thurn und Taxis' hem. Där påbörjade han 1912 det som blev Duineser Elegien, vilka skulle förbli ofullbordade i ett årtionde på grund av en långvarig skaparkris.
Vid första världskrigets utbrott befann sig Rilke i Tyskland. Han kunde inte återvända till Paris, där hans ägodelar togs i beslag och auktionerades bort. Han tillbringade större delen av kriget i München. Mellan 1914 och 1916 hade han en turbulent affär med målaren Lou Albert-Lasard.
Rilke blev inkallad i början av 1916 och skulle undergå grundläggande träning i Wien. Inflytelserika vänner gick emellan å hans vägnar och han förflyttades till kontoret för krigsregistrering och befriades sedan från krigstjänst den 9 juni samma år. Han bodde därefter i München, bortsett från ett kortare besök hos Hertha Koenig i Westfalen. Den traumatiska upplevelsen från militären, en påminnelse om de fasansfulla upplevelserna vid militärhögskolan, tystade honom nästan helt som poet.

### 1919–1926
Den 11 juni 1919 reste Rilke från München till Schweiz. Det officiella skälet var en inbjudan till en föreläsning i Zürich, men det verkliga skälet var en önskan att fly från efterkrigskaos och ta upp arbetet med Duineser Elegien igen. Att finna en lämplig bostad till rimlig kostnad visade sig vara svårt. Rilke bodde bland annat i Soglio, Locarno och i Berg am Irchel. Det var inte förrän sommaren 1921 som han lyckades hitta en varaktig bostad i Château de Muzot, nära Sierre i Valais. I maj året därpå köpte Rilkes beskyddare Werner Reinhart byggnaden så att Rilke skulle kunna bo där hyresfritt.
Under en intensiv kreativ period färdigställde Rilke Duineser Elegien under några veckor i februari 1922. Före och efter detta skrev han båda delarna av diktverket Die Sonette an Orpheus. Båda dessa verk anses vara höjdpunkter i Rilkes produktion.
Från 1923 och framåt brottades Rilke allt oftare med hälsoproblem som krävde många och långa vistelser på ett sanatorium i Territet, nära Montreux vid Genèvesjön. Hans tid i Paris mellan januari och augusti 1925 var ett försök att undgå sjukdomen genom byte av miljö och levnadsvillkor. Trots hälsoproblemen tillkom många värdefulla dikter under åren 1923–1926, bland annat Gong och Mausoleum samt ett omfattande lyriskt verk på franska.
Kort före hans död diagnosticerades Rilkes sjukdom som leukemi. Han avled 29 december 1926 på Valmontsanatoriet i Schweiz och begravdes den 2 januari 1927 på Rarons kyrkogård väster om Visp. Han valde sin egen gravskrift:
Rose, oh reiner Widerspruch, Lust,

Niemandes Schlaf zu sein unter soviel

Lidern.

## Eftermäle
Nedslagskratern Rilke på planeten Merkurius och asteroiden 9833 Rilke är uppkallade efter honom.

## Arbeten (i urval)

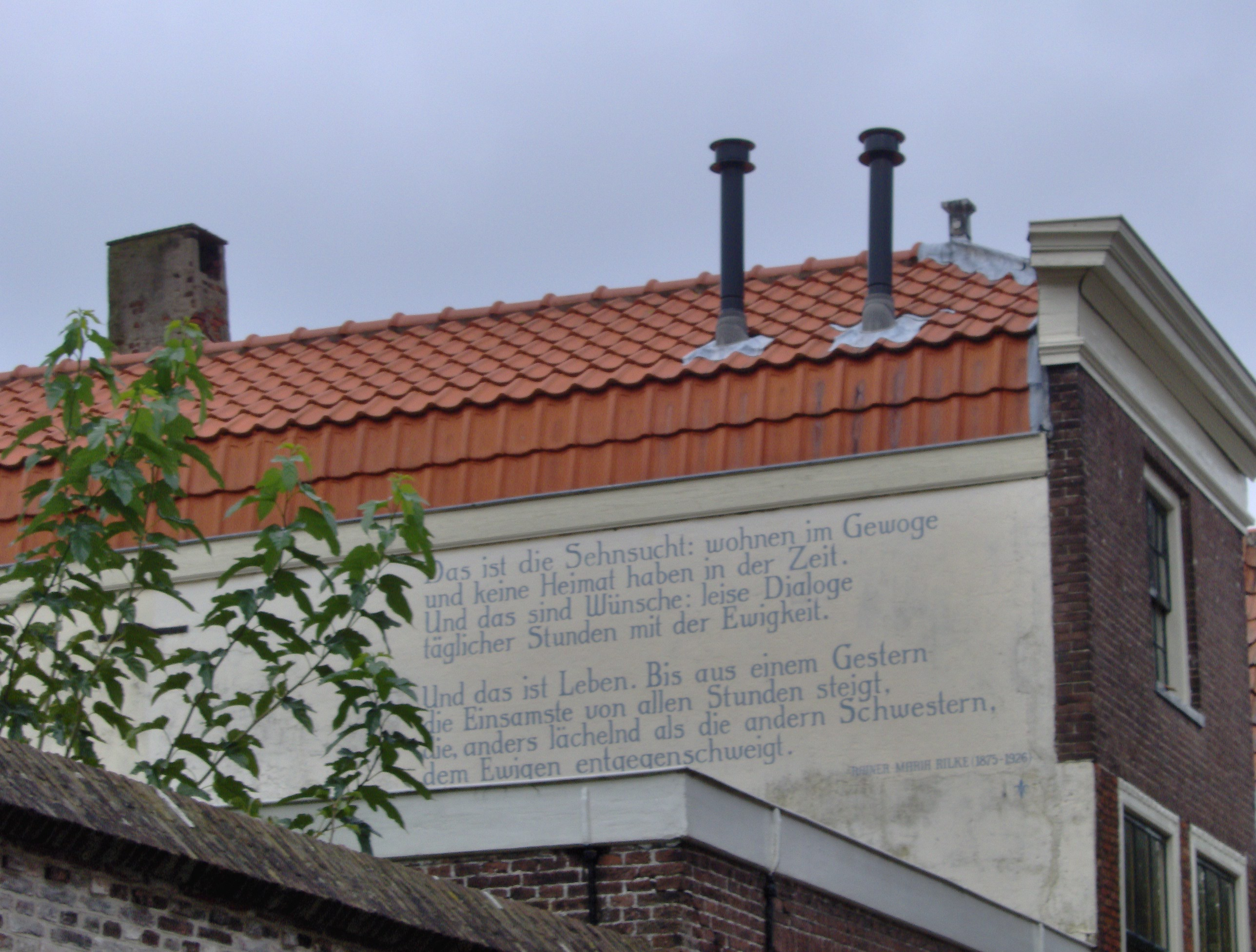
Rainer Maria Rilkes dikt Das ist Sehnsucht som väggdikt på Herensteeg 39 i Leiden.

### Samlade verk-utgåvor
- Gesammelte Werke (6 band, 1930)
- Sämtliche Werke (7 band, 1955–1966, 1997)
- Gesammelte Werke (5 band, 2003)

### Poesi
- Leben und Lieder (1894)
- Larenopfer (1895)
- Traumgekrönt (1897)
- Advent (1898)
- Geldbaum (1901)
- Das Stunden-Buch (1905) (Timmarnas bok = Das Stunden-Buch, tolkning från 1905 års originalutgåva av Lars-Erik Lindberg, Edition Diadorim, 2005)
  - Das Buch vom mönchischen Leben (1899)
  - Das Buch von der Pilgerschaft (1901) (Pilgrimsboken: andra delen ur Das Stunden-Buch, tolkning av Anders Frostenson, ill. av Robert Turner, Proprius, 1979)
  - Das Buch von der Armut und vom Tode (1903)
- Mir zur Feier (1909)
- Das Buch der Bilder (4 Teile, 1902–1906)
- Neue Gedichte (1907)
- Der neuen Gedichte anderer Teil (1908)
- Requiem (1908) (Rekviem, översättning och efterord: Helga Krook, Ellerström, 2010)
- Das Marien-Leben (1912)
- Duineser Elegien (1912/1922) (Duinoelegier, översättning: Arnold Ljungdal, Norstedt, 1951) (Duinoelegierna, översättning: Erik Lindegren, Bonnier, 1967) (2010) (Duinoelegier, tolkning av Camilla Hammarström, Lejd, 2010)
- Die Sonette an Orpheus (1922) (Orfeus-sonetterna, tolkning: Mirjam Tuominen, Söderström, 1957) (Sonetterna till Orfeus, i svensk tolkning av Lars Gustafsson, Norstedt, 1987) (Sonetterna till Orfeus, tolkning: Martin Tegen, Themis, 2009)
- Vergers (1926)
- Les Quatrains Valaisans (1926)
- Les Roses (1927)
- Les Fenêtres (1927)
- Lyrik (översättning: Erik Blomberg [m.fl.], Wahlström & Widstrand, 1952)
- Kornetten Christoph Rilkes visa om kärlek och död (tolkad av Ariane Wahlgren, Bokvännerna, 1957)
- Dikter (översättning: Erik Blomberg [m.fl.], FIB:s lyrikklubb, 1978)
- Rilke: ett urval (tolkningar av Patrik Reuterswärd, Åström, 1988)
- En oändlig ömhet: de franska dikterna (tolkningar av Bo Gustavsson, Themis, 2018)
- Valda dikter (tolkningar av Malte Persson, ellerströms, 2020)

### Prosa
- Zwei Prager Geschichten (1899) (Två berättelser från Prag, översättning: Ulf Claësson, Polyfem, 1995)
- Worpswede : Fritz Mackensen, Otto Modersohn, Fritz Overbeck, Hans am Ende, Heinrich Vogeler, en monografi (Bielefeld und Leipzig : Velhagen & Klasing, 1903)
- Geschichten vom Lieben Gott (roman, 1900) (Hörsägner om den gode Guden, översättning: Anna Troili-Petersson, Segerbrandska bokförlaget, 1918)
- Auguste Rodin (1903) (Auguste Rodin, Bonnier, 1920) (Auguste Rodin: en monografi: ett föredrag: efterlämnat (översättning: Ulf Claësson, Kongressförlaget, 2002)
- Die Weise von Liebe und Tod des Cornets Christoph Rilke (1906) (sv. Kornetten Christoph Rilkes visa om kärlek och död, 1957, med träsnitt av Georg Galmin)
- Die Aufzeichnungen des Malte Laurids Brigge (roman, 1910) (Malte Laurids Brigge, översättning: Åke Leander, Ljus, 1948) (Malte Laurids Brigges anteckningar, översättning och efterord: Erik Ågren, Bakhåll, 2005)
- Briefe über Cézanne (Brev om Cézanne, översättning: Helga Krook, Raster, 1995)
- Ewald Tragy: berättelser och brev (översättning: Ulf Claësson, Kongressförlaget, 2001)
- Rilke på Borgeby (även texter av Ernst Norlind, redigerad av Jonas Ellerström, översättningar av Lars Nyberg, Ellerström, 2004)
- Das Testament (Testamente, översättning: Anna Bengtsson (översättare), Ersatz, 2008)

### Brev
- Briefe an einen jungen Dichter (1929) (Brev till en ung poet, översättning av Helga Krook, Niloé, 1990) (Brev till en ung poet, översättning: Leo Hallerstam, Wolf & Theory, 2015)
- De viktigaste samlingarna är:
  - Gesammelte Briefe in sechs Bänden (1936–1939)
  - Briefe (1950, två volymer) (1987, en volym)
  - Briefe in Zwei Bänden (1991)
- Brev (översättning och urval av Mirjam Tuominen, Söderström, 1957)
- Korrespondens 1926 (brevväxling mellan Rilke, Boris Pasternak och Marina Tsvetajeva, översättning från ryska och tyska av Ola Wallin, Ersatz, 1996)